# Jean de La Grange
Jean de La Grange, né vers 1325 à Ambierle (Loire) et mort le 25 avril 1402, est un prélat et un homme politique français, actif sous les règne des rois Charles V et Charles VI.

## Biographie

### Famille
Il est le frère d'Étienne de La Grange, autre conseiller du roi et président du Parlement.

### Carrière monastique
Tout d'abord moine bénédictin, il est successivement prieur d'Élancourt, puis de Gigny et enfin procureur de l'ordre clunisien. Il devient abbé de Fécamp en 1358.

### Au service du roi de France

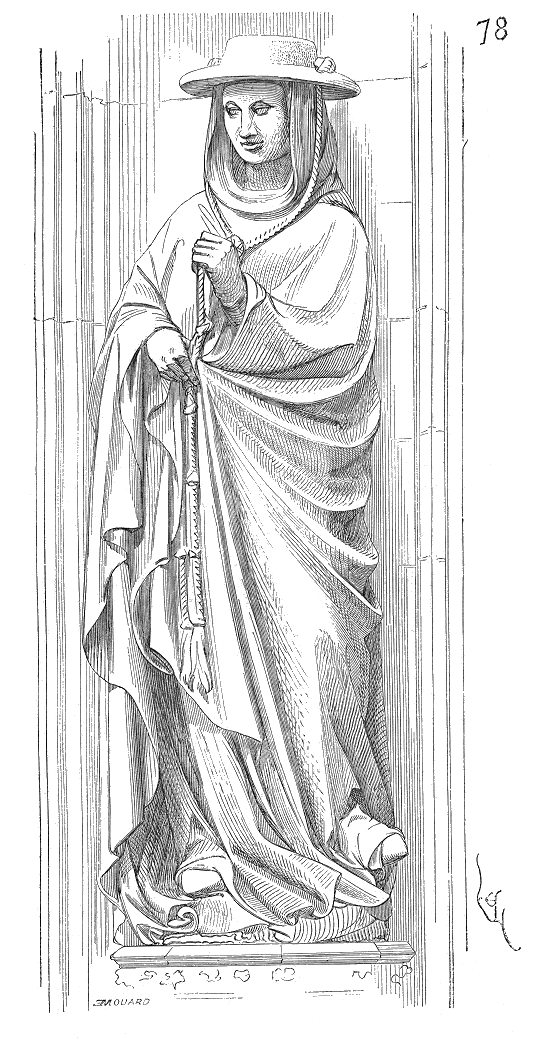
Statue de Jean de La Grange

#### Membre du Conseil du roi
Il rejoint le Conseil du roi Charles V après avoir été dans l'entourage de Charles le Mauvais, en 1358. Dans le cadre du Conseil, il prend en charge les affaires ecclésiastiques mais intervient également en matière financière et fiscale.
En 1370, le roi le nomme président de la Cour des aides.

#### Mission à Rome
En 1378, il arrive à Rome alors qu'Urbain VI vient d'être élu. Il est de ceux qui sont à l'origine du conclave de Fondi qui élit le premier antipape Clément VII. Jean de La Grange convainc par la suite Charles V d'appuyer ce nouveau pape.

### Carrière épiscopale
Il est nommé évêque d’Amiens en 1373 puis cardinal-prêtre au titre de Saint-Marcel (1375) et devient conseiller du pape Grégoire XI. Il resta très attaché au diocèse d'Amiens et finança sur ses deniers la construction, dans la seconde moitié des années 1370 le Beau Pilier de la cathédrale Notre-Dame d'Amiens répondant à une nécessité architecturale et présentant par son décor sculpté un message politique explicite : pouvoir légitime et sacré du roi servi par des conseillers pour un bon gouvernement.
En 1394, il est nommé cardinal-évêque de Frascati. En revanche, il est écarté par le successeur de Clément VII, Benoît XIII, qui perd d'ailleurs le soutien français dont bénéficia son prédécesseur.
Il rejoint donc le parti de ceux qui réclament son abdication et qui organisent la soustraction d'obédience en 1398. Jean de La Grange entre ainsi en conflit avec Louis d'Orléans mais décède avant la fin de la procédure.